# Raevyn Rogers
Raevyn Rogers (født 7. september 1996) er en amerikansk atlet , der konkurrerer i mellemdistanceløb. 
Hun tog bronze for USA på 800 meter ved sommer-OL 2020 i Tokyo.